# Lijst van Alarmschijven in 2015
Deze hits waren in 2015 Alarmschijf op Radio 538:
| Nr.  | Datum        | Artiest                                | Titel                          | Hoogste positie in Top 40 |
| ---- | ------------ | -------------------------------------- | ------------------------------ | ------------------------- |
| 2330 | 3 januari    | O'G3NE                                 | Magic                          | 20                        |
| 2331 | 10 januari   | Avicii                                 | The nights                     | 19                        |
| 2332 | 17 januari   | Miss Montreal & Paskal Jakobsen        | Ik zoek alleen mezelf          | 20                        |
| 2333 | 24 januari   | David Guetta & Emeli Sandé             | What I did for love            | 34                        |
| 2334 | 31 januari   | Ellie Goulding                         | Love me like you do            | 2                         |
| 2335 | 7 februari   | Rihanna, Kanye West & Paul McCartney   | Fourfiveseconds                | 2                         |
| 2336 | 14 februari  | Causes                                 | Teach me how to dance with you | 19                        |
| 2337 | 21 februari  | Sam Smith                              | Like I can                     | 8                         |
| 2338 | 28 februari  | Ariana Grande                          | One last time                  | 8                         |
| 2339 | 7 maart      | Taylor Swift                           | Style                          | 22                        |
| 2340 | 14 maart     | LunchMoney Lewis                       | Bills                          | 15                        |
| 2341 | 21 maart     | Jason Derulo                           | Want to want me                | 6                         |
| 2342 | 28 maart     | Martin Garrix & Usher                  | Don't look down                | 10                        |
| 2343 | 4 april      | Kenny B                                | Parijs                         | 1(7wk)                    |
| 2344 | 11 april     | Jess Glynne                            | Hold my hand                   | 15                        |
| 2345 | 18 april     | Wiz Khalifa & Charlie Puth             | See you again                  | 3                         |
| 2346 | 25 april     | Flo Rida, Robin Thicke & Verdine White | I don't like it, I love it     | 18                        |
| 2347 | 2 mei        | Kensington                             | Riddles                        | 23                        |
| 2348 | 9 mei        | Armin van Buuren & Mr. Probz           | Another you                    | 8                         |
| 2349 | 16 mei       | James Bay                              | Let it go                      | 18                        |
| 2350 | 23 mei       | Adam Lambert                           | Ghost town                     | 6                         |
| 2351 | 30 mei       | Madcon & Ray Dalton                    | Don't worry                    | 3                         |
| 2352 | 6 juni       | Anouk                                  | New day                        | 23                        |
| 2353 | 13 juni      | Pitbull & Chris Brown                  | Fun                            | 9                         |
| 2354 | 20 juni      | Nicky Jam & Enrique Iglesias           | El perdón                      | 1(6wk)                    |
| 2355 | 27 juni      | John Newman                            | Come and get it                | 28                        |
| 2356 | 4 juli       | Afrojack & Mike Taylor                 | Summerthing!                   | 13                        |
| 2357 | 11 juli      | Pharrell Williams                      | Freedom                        | 16                        |
| 2358 | 18 juli      | R. City & Adam Levine                  | Locked away                    | 4                         |
| 2359 | 25 juli      | Álvaro Soler                           | El mismo sol                   | 12                        |
| 2360 | 1 augustus   | Nico & Vinz, Kid Ink & Bebe Rexha      | That's how you know            | 29                        |
| 2361 | 8 augustus   | Jason Derulo                           | Cheyenne                       | 38                        |
| 2362 | 15 augustus  | Sharon Doorson                         | Something beautiful            | 35                        |
| 2363 | 22 augustus  | Shaggy, Mohombi, Faydee & Costi        | I need your love               | 8                         |
| 2364 | 29 augustus  | Years & Years                          | Desire                         | 22                        |
| 2365 | 5 september  | Sigala                                 | Easy love                      | 2                         |
| 2366 | 12 september | Sam Hunt                               | Take your time                 | 9                         |
| 2367 | 19 september | Anouk                                  | Dominique                      | 16                        |
| 2368 | 26 september | James Morrison                         | Demons                         | 29                        |
| 2369 | 3 oktober    | Naughty Boy, Beyoncé & Arrow Benjamin  | Runnin' (Lose it all)          | 14                        |
| 2370 | 10 oktober   | Adam Lambert                           | Another lonely night           | 35                        |
| 2371 | 17 oktober   | Ellie Goulding                         | On my mind                     | 8                         |
| 2372 | 24 oktober   | Shawn Mendes                           | Stitches                       | 4                         |
| 2373 | 31 oktober   | Adele                                  | Hello                          | 1(5wk)                    |
| 2374 | 7 november   | Armin van Buuren & Kensington          | Heading up high                | 12                        |
| 2375 | 14 november  | Coldplay                               | Adventure of a lifetime        | 8                         |
| 2376 | 21 november  | Zara Larsson & MNEK                    | Never forget you               | 8                         |
| 2377 | 28 november  | Miss Montreal                          | Love you now                   | 23                        |
| 2378 | 5 december   | Lukas Graham                           | 7 years                        | 1(2wk)                    |
| 2379 | 12 december  | Justin Bieber                          | Love yourself                  | 1(3wk)                    |
| 2380 | 19 december  | X Ambassadors                          | Renegades                      | 17                        |
| 2381 | 26 december  | Coldplay                               | Everglow                       | 16                        |

1969 ·
1970 ·
1971 ·
1972 ·
1973 ·
1974 ·
1975 ·
1976 ·
1977 ·
1978 ·
1979 ·
1980 ·
1981 ·
1982 ·
1983 ·
1984 ·
1985 ·
1986 ·
1987 ·
1988 ·
1989 · 
1990 · 
1991 · 
1992 · 
1993 · 
1994 · 
1995 · 
1996 · 
1997 · 
1998 · 
1999 · 
2000 · 
2001 · 
2002 · 
2003 · 
2004 · 
2005 · 
2006 · 
2007 · 
2008 · 
2009 ·
2010 ·
2011 ·
2012 ·
2013 ·
2014 ·
2015 ·
2016 ·
2017 ·
2018 ·
2019 ·
2020 ·
2021 ·
2022 ·
2023 ·
2024 ·
2025